# Can You Celebrate?
"Can You Celebrate?" és el setè senzill de la solista Namie Amuro a la discogràfica Avex Trax. Llançat el 19 de febrer de 1997, "Can You Celebrate" és el més venut per una artista solista femenina en la història de la música japonesa, amb unes vendes de 2.296.200 exemplars.
És també el tema principal pel drama Virgin Road (バージンロード) del 1997, que van protagonitzar Emi Wakui, Tetsuya Takeda i Takashi Sorimachi. Namie Amuro apareix ell mateix a la seqüència d'obertura de la sèrie, amb Tetsuya Komuro al piano.

## Llista de pistes
1. "Can You Celebrate? (Straight Run)" (Tetsuya Komuro) – 6:17
2. "Can You Celebrate? (Seventh Avenue South Mix)" (Tetsuya Komuro) – 8:43
3. "Can You Celebrate? (Back Track with TK)" (Tetsuya Komuro) – 6:16

## Rellançament
El senzill fou llançat el 25 de desembre de 1997 com a maxi single per commemorar el casament d'Amuro amb Masaharu Maruyama (SAM). Amb les remescles de "Can You Celebrate?" i també una remescla de "Dreaming I was dreaming," la cançó va arribar al número #1 el 1998.

### Llista de pistes
1. "Can You Celebrate? (Wedding Mix)" – 6:28
2. "Dreaming I was Dreaming (Subconscious Mix)" – 5:21
3. "Can You Celebrate? (Heavenly Mix)" – 4:46
4. "Can You Celebrate? (Wedding Mix - Instrumental)" – 6:28
5. "Dreaming I was Dreaming (Subconscious Mix - Instrumental) – 5:20

## Personal
- Namie Amuro – veu, cors
- Tetsuya Komuro – piano, cors
- Kazuhiro Matsuo – guitarra

## Producció
- Productor – Tetsuya Komuro
- Arrangement – Tetsuya Komuro, Cozy Kubo
- String Arrangement – Randy Waldman
- Additional production – Robert Arbittier, Gary Adante
- Mescles – Dave Way
- Remescles – Joe Chicarelli

## Actuacions en TV
- 4 de febrer, 1997 – Utaban
- 9 de febrer, 1997 – Super Jockey
- 10 de febrer, 1997 – Hey! Hey! Hey! Music Champ
- 14 de febrer, 1997 – Music Station
- 16 de febrer, 1997 – Mega Hits Special
- 7 de març, 1997 – Music Station
- 28 de març, 1997 – Music Station Special
- 31 de març, 1997 – Hey! Hey! Hey! Music Champ in Daiba
- 21 de maig, 1997 – TK Groove Museum HongKong
- 27 de maig, 1997 – TK Pan-Pacific Tour
- 3 d'octubre, 1997 – Music Station Special
- 16 de novembre, 1997 – 1st The Japan Audition
- 28 de novembre, 1997 – TK Groove Museum Beijing
- 11 de desembre, 1997 – FNS Music Festival
- 26 de desembre, 1997 – Music Station Special Super Live 1997
- 31 de desembre, 1997 – 39th Japan Record Awards
- 31 de desembre, 1997 – 48th Kōhaku Uta Gassen
- 31 de desembre, 1998 – 49th Kōhaku Uta Gassen
- 27 de desembre, 1999 – SMAP X SMAP
- 12 d'abril, 2000 – Music Museum
- 2 de desembre, 2000 – Love Love Aishiteru
- 30 de març, 2001 – Music Station Special
- 6 de desembre, 2001 – FNS Music Festival
- 25 de desembre, 2001 – Eienteki Oto Raku Shounen
- 27 de setembre, 2004 – Hey! Hey! Hey! Music Champ Special

## Charts

### Lliurament total (Original + Re-Release)
Oricon Sales Chart (Japó)
| Llançament        | Chart                       | Peak Position | First Week Sales | Vendes totals | Chart Run   |
| ----------------- | --------------------------- | ------------- | ---------------- | ------------- | ----------- |
| February 19, 1997 | Oricon Daily Singles Chart  | 1             |                  |               |             |
| February 19, 1997 | Oricon Weekly Singles Chart | 1             | 1,695,540        | 2,750,220     | 49 setmanes |
| February 19, 1997 | Oricon Yearly Singles Chart | 1             |                  |               |             |

### Original CD release
Oricon Sales Chart (Japan)
| Llançament        | Chart                       | Peak Position | First Week Sales | Vendes totals | Chart Run   |
| ----------------- | --------------------------- | ------------- | ---------------- | ------------- | ----------- |
| February 19, 1997 | Oricon Daily Singles Chart  | 1             |                  |               |             |
| February 19, 1997 | Oricon Weekly Singles Chart | 1             | 828,480          | 2,296,200     | 40 setmanes |
| February 19, 1997 | Oricon Yearly Singles Chart | 1             |                  |               |             |

### Maxi single re-release
Oricon Sales Chart (Japó)
| Llançament        | Chart                       | Peak Position | First Week Sales | Vendes totals | Chart Run  |
| ----------------- | --------------------------- | ------------- | ---------------- | ------------- | ---------- |
| Desembre 25, 1997 | Oricon Daily Singles Chart  | 1             |                  |               |            |
| Desembre 25, 1997 | Oricon Weekly Singles Chart | 1             | 280,060          | 454,020       | 9 setmanes |
| Desembre 25, 1997 | Oricon Yearly Singles Chart | 54            |                  |               |            |